# 노현정
노현정(盧賢貞, 1979년 1월 14일~)은 대한민국의 KBS(한국방송공사)의 전직 아나운서였다.
- 2001년 경희대학교 아동주거학과·신문방송학과를 졸업하고 2003년 KBS 31기 공채 아나운서로 입사했다.
- 입사 뒤 아침마당, 《명랑발언대》 등 예능 프로그램에 출연하였고, 같은 해 6월부터는 KBS 뉴스 9의 여성 앵커를 맡으며 아나운서국 내에서 촉망받는 신인으로 꼽혔다.
- 그러나 2003년 12월 16일, 동료들과 회식을 한 다음 날 출근길에 술이 덜 깬 상태로 운전을 하다 음주 단속에 걸려 면허가 취소되면서, 결국 9시 뉴스에서 하차했다.[2]

- 당시 노현정은 아직 KBS 지역국에서 순환 근무를 하지 않았는데, 음주운전 사건의 여파로 진행하던 프로그램에서 모두 하차한 후 2004년에 곧바로 KBS부산방송총국으로 전보되어 지역국 순환근무를 했다.
- 이듬해 본사로 복귀하여 KBS 뉴스광장의 앵커를 맡았고, KBS2 《상상플러스》의 MC를 맡으며 폭발적인 인기를 끌게 된다.
- 당시 노현정은 프로그램 내 코너 'OLD&NEW' 에서 퀴즈를 출제하는 사회자 역할이었는데, 출연진들의 짗궃은 농담이나 말장난에도 절대 웃지 않는 모습의 컨셉으로 등장했다.
- 그러나 종종 출연진들의 멘트에 웃음을 터트리기도 하여, 출연진들이 노현정을 웃기는 것을 방송 컨셉으로 잡기도 하였다.
- 《상상플러스》 출연으로 인기가 올라가자 아나운서국은 노현정을 자사 예능에 적극 투입, 《스타골든벨》과 《TV는 사랑을 싣고》에서 MC를 맡으며 2005 KBS 연예대상에서 MC 부문 신인상을 수상하였다.
- 《상상플러스》 속 노현정의 캐릭터는 이듬 해인 2006년 한 모바일 게임으로 등장하기도 하였다.[3]

- 그렇게 마지막 아나운서로 최고의 전성기를 누리던 2006년 8월, 돌연 현대가 4남인 고 정몽우의 아들 정대선과 결혼을 발표하였다.
- 결혼식은 8월 27일 비공개로 진행되었으며, 주례는 한승주 전 외교부 장관이 맡았다.
- 결혼과 동시에 마지막 아나운서국을 퇴사하였고,  더 이상은 아나운서 나타나지 않고 이 후 일절 방송활동을 하지 않고 가정주부로 살아가고 있다.

- 결혼 이듬 해인 2007년 5월 첫 아들을 출산했고, 2년 뒤인 2009년 둘째 아들을 출산했다.

## 학력
| 연도        | 출신학교         | 전공학과                                                    | 졸업회수  | 사항                                      |
| ----------- | ---------------- | ----------------------------------------------------------- | --------- | ----------------------------------------- |
| 1985 ~ 1991 | 서울개포초등학교 | -                                                           | 8회 졸업  | -                                         |
| 1991 ~ 1994 | 신목중학교       | -                                                           | 8회 졸업  | -                                         |
| 1994 ~ 1997 | 진명여자고등학교 | -                                                           | 86회 졸업 | -                                         |
| 1997 ~ 2001 | 경희대학교       | 생활과학부 아동주거학과 언론정보학부 신문방송학과(복수전공) | 학사      | 1997학번 서울캠퍼스(서울시 동대문구 소재) |

## 경력
- 2003년 : KBS KBS 아나운서 입사
- 2004년 ~ 2005년 : KBS부산방송총국 지역근무 아나운서[4]
- 2006년 8월 : 기업인 정대선과 결혼
- 2006년 9월 : KBS 아나운서실 퇴사

## 진행

### TV

#### 본사 활동
| 연도        | 방송사 | 제목             | 담당     | 진행기간                           | 비고                                                             |
| ----------- | ------ | ---------------- | -------- | ---------------------------------- | ---------------------------------------------------------------- |
| 2003        | KBS1   | 아침마당         | 공동출연 | 2003년 4월 7일                     | [명랑발언대] 우리는 새내기 (2003년 29기 공채 아나운서로 첫 출연) |
| 2003        | KBS1   | KBS 뉴스 9       | 진행     | 2003년 6월 28일 ~ 2003년 12월 14일 | 주말                                                             |
| 2003        | KBS2   | 행복충전 백세인  | 진행     |                                    |                                                                  |
| 2005        | KBS1   | 전국노래자랑     | 특별진행 | 2005년 6월 26일                    | 2005 상반기 결선                                                 |
| 2005 ~ 2006 | KBS1   | KBS 뉴스광장     | 진행     | 2005년 5월 2일 ~ 2006년 8월 18일   | 평일                                                             |
| 2005 ~ 2006 | KBS1   | TV는 사랑을 싣고 | 진행     | 2005년 5월 3일 ~ 2006년 8월 29일   |                                                                  |
| 2005 ~ 2006 | KBS2   | 상상플러스       | 고정진행 | 2005년 5월 10일 ~ 2006년 9월 5일   |                                                                  |
| 2005 ~ 2006 | KBS2   | 스타 골든벨      | 고정진행 | 2005년 11월 5일 ~ 2006년 8월 19일  |                                                                  |

## 홍보대사
- 2006년 국립국어원 홍보대사
- 2006년 보건복지부 건강치아 홍보대사

## 수상
- 2005년 KBS 연예대상 MC부문 신인상
- 2006년 제18회 한국방송프로듀서상 TV 진행자상

## 저서
- 《노현정의 황금유리창》